# 佐藤真浪
佐藤 真浪（さとう まなみ、1963年10月4日 - ）は、日本の女優。本名も同じ。

## 来歴・人物
東京都杉並区出身。2歳から中学2年生の時まで女性週刊誌のモデルをしていた。高校2年終了後に宝塚音楽学校入学。宝塚歌劇団に69期生として入団し、星組に所属。芸名は麻木 瑞穂。2年5か月間在籍した後、1985年9月に退団。
特技は日舞、琴、クラシックバレエ。テニス、水泳、バドミントン、スキーとスポーツも得意なところがあった。

## 主な出演作品

### テレビドラマ
- あによめ（1986年、東海テレビ）
- 今朝の秋（1987年、NHK） - 車椅子の娘 役
- 田原坂（1987年、日本テレビ） - 西郷清子 役
- 春の砂漠（1988年、日本テレビ）- 楯紀代 役
- 春日局（1989年、NHK） - お万 役
- 暴れん坊将軍シリーズ（テレビ朝日 / 東映）
  - 暴れん坊将軍III
    - 第79話「命を賭けた女子駅伝」（1989年） - お波 役
    - 第95話「狙われた四人の目撃者!」（1990年） - おせき 役

  - 暴れん坊将軍IV 第18話「鬼を退治の夫婦饅頭」（1991年） - お米 役
- 源義経（1991年、日本テレビ）
- 将軍家光忍び旅 第1シリーズ 第18話「茶碗一つで天領を狙う悪商人!」（1991年、テレビ朝日） - お光 役
- 珠玉の女（1992年 - 1993年、よみうりテレビ）

### その他の番組
- 一枚の写真（1989年、フジテレビ）

### 舞台
- 星降る里
- あ・うん
- 山彦ものがたり